# Wilhelm Meißner

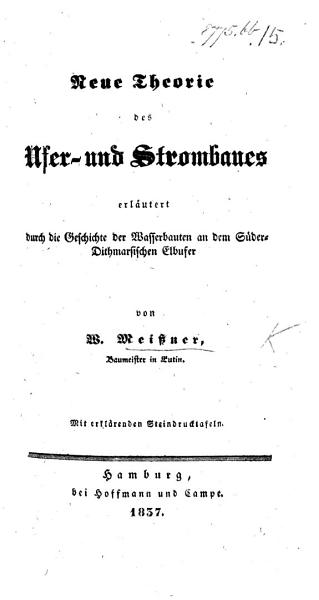
Buch von Wilhelm Meißner

Wilhelm Meißner  (* 6. Juni 1770 in Ilfeld; † 3. Februar 1842 in Eutin) war ein deutscher Ingenieur, Architekt, Hydrauliker und Autor.

## Leben und Werk
Georg Ernst Christian Wilhelm Meißner begann 1787 an der Universität Göttingen Mathematik zu studieren. 1791 begab er sich nach Rom, um sich dort in Architektur ausbilden zu lassen. Nach seiner Rückkehr nach Deutschland arbeitete er an der Planung einer Kirche in Lüneburg mit. 1796 wurde er als Architekt der Grafschaft Schaumburg-Lippe berufen. Er war als schaumburg-lippischer Landbaumeister der Nachfolger von Clemens August von Vagedes, dessen drei wichtigste Bauprojekte er vollendete. 1805 wurde er wegen unregelmäßigem Arbeiten entlassen. Er war von 1808 bis 1815 Stadtarchitekt in Eutin. Anschließend betätigte er sich als Berater.
Meißner wurde mit seinem Buch Neue Theorie des Ufer- und Strombaues erläutert durch die Geschichte der Wasserbauten an dem Süder-Dithmarsischen Elbufer von 1837 bekannt, welches er schon 1806 publizieren wollte. In der Einleitung zum Buch erwähnte er, dass er bestehendes Wissen sichten wollte, das unter anderem von den deutschen Hydraulikern Johann Georg Büsch und Johann Esaias Silberschlag gesammelt wurde.
Sein Buch besteht aus den sieben Kapiteln: Allgemein, Verhalten von fliessendem Wasser, Auswirkungen von Wasser, Verhalten des Wassers in Flüssen und die Ursache der Mäander, die Effekte von Ebbe und Flut in maritimen Flüssen, praktische Mittel zum Schutz von Flussufer, Flussengineering. Im Anhang sind die historischen Entwicklungen der Flusskorrekturen an der Elbe beschrieben. Die im Buch enthaltenen Berechnungen erinnern an das Buch über hydraulische Beobachtungen in Metz von Jean-Victor Poncelet und Joseph Lesbros (1790–1860). Meissner veröffentlichte in den frühen 1800er Jahren Arbeiten über Mühlen, die von der Stadt Hamburg prämiert wurden.
Sein Sohn Georg Meißner, der leitender Ingenieur bei der Schweizer Maschinenfabrik Bell in Kriens war, hat Bücher seines Vaters überarbeitet und Ende des 19. Jahrhunderts herausgegeben.

## Schriften
- G.G. Hamberger, J.G. Meusel, Wilhelm Meissner: Das gelehrte Teutschland oder Lexikon der jetzt lebenden Teutschen Schriftsteller. Meyer Lemgo, 1810
- Wilhelm Meissner: Neue Theorie des Ufer- und Strombaues erläutert durch die Geschichte der Wasserbauten an dem Süder-Dithmarsischen Elbufer. Hoffmann und Campe, Hamburg 1837
- Georg Meissner: Die Hydraulik und die hydraulischen Motoren. Verlag Costenoble, Jena 1878
- Georg Meissner: Theorie und Bau der Turbinen und Wasserräder. Verlag Costenoble, Jena 1882